# جون جيلكرسون
جون جيلكرسون ولد 6 ماي 1985في وينشيستر هو لاعب كرة قدم في أمريكي.

## روابط خارجية
- السيرة الذاتية لكارولينا ريلهوكس نسخة محفوظة 4 سبتمبر 2010 على موقع واي باك مشين.
- وينثروب الحيوي
- Infosport الجمع بين الملف الشخصي